# Hardin (Kentucky)
Hardin – miasto w Stanach Zjednoczonych, w stanie Kentucky, w hrabstwie Marshall.